# La dona impúdica (pel·lícula de 1925)

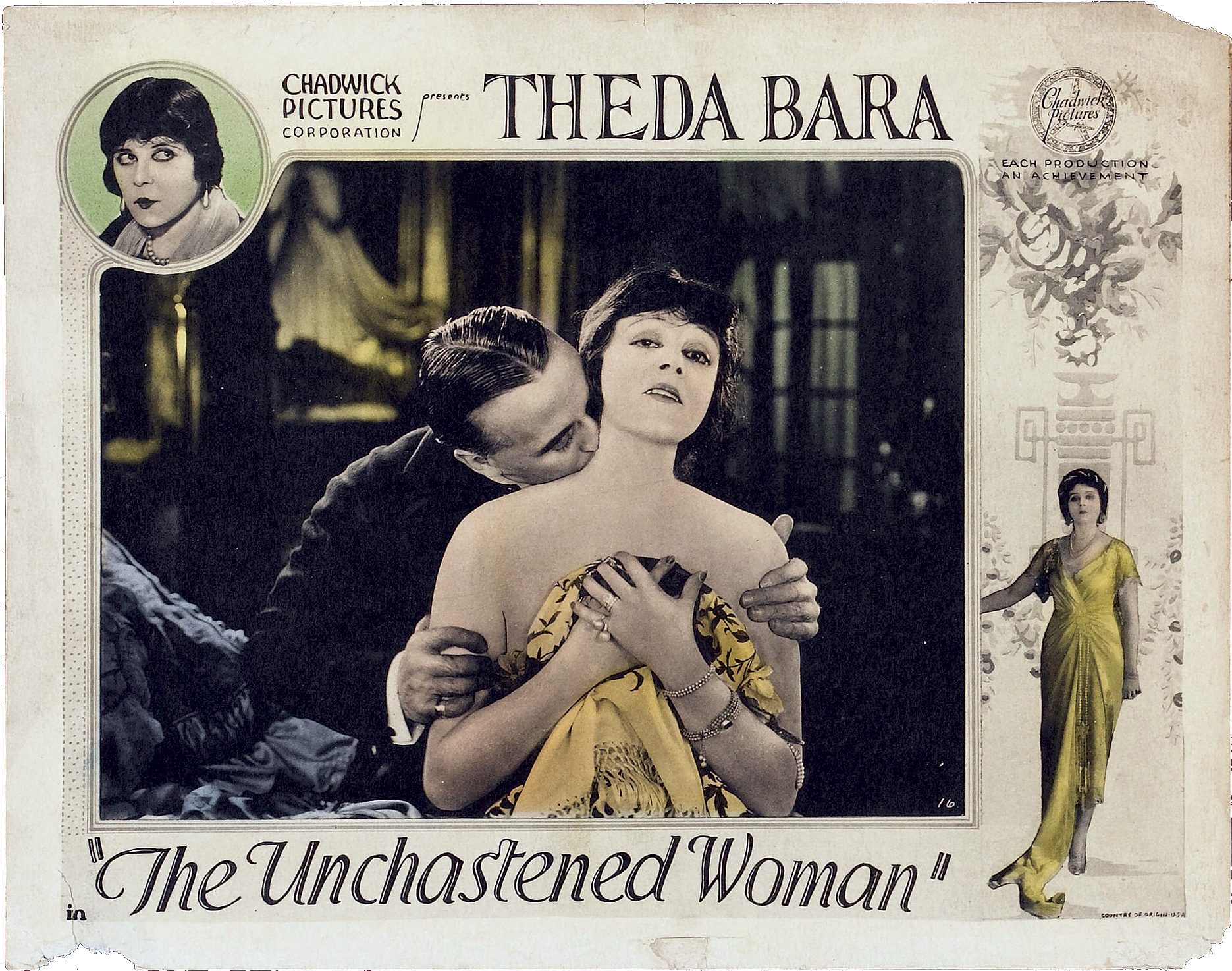
Tarjeta de propaganda de la pel·lícula

La dona impúdica (anglès: The Unchastened Woman) és una pel·lícula muda dirigida per James Young i protagonitzada per Theda Bara i Wyndham Standing. Basada en l’obra homònima de Louis K. Anspacher (Broadway, 1915) adaptada per Douglas Doty, es va estrenar el 15 de novembre de 1925. La pel·lícula, remake d’una del 1918, constitueix la darrera aparició de Theda Bara en un llargmetratge, que no actuava d’ençà el 1919. Els intertítols han estat traduïts al català.

## Argument
Caroline Knollys és a punt de dir al seu marit Hubert que està embarassada en el moment en què el descobreix en braços de la seva secretària, Emily Madden. Decidida a donar-li una lliçó, marxa a Europa sense explicar-li res deixant-lo am al secretària. El fet de tenir la criatura no li impedeix convertir-se en la dona més controvertida del continent. Quan Caroline torna a casa en companyia del jove arquitecte a qui patrocina, Lawrence Sanbury, Hubert se sent molt gelós. Cansat d'Emily, Hubert es penedeix i vol tornar amb la dona però Caroline ho rebutja. Finalment la visita sense avisar amb l'esperança de descobrir proves per al divorci. En canvi coneix el seu fill i la parella es reconcilia.

## Repartiment
- Theda Bara (Caroline Knollys)
- Wyndham Standing (Hubert Knollys)
- Dale Fuller (Hildegarde Sanbury)
- John Miljan (Lawrence Sanbury, admirador)
- Harry Northrup (Michael Krellin)
- Eileen Percy (Emily Madden)
- Mayme Kelso (tieta Susan Ambie)
- Dot Farley
- Kate Price
- Eric Mayne (vell admirador)
- Frederick Ko Vert
- Tetsu Komai